# Johann Sebastian Bach (album Rafała Blechacza)
Johann Sebastian Bach – siódmy album polskiego pianisty Rafała Blechacza z dziełami Jana Sebastiana Bacha na instrumenty klawiszowe. Został wydany 10 lutego 2017 przez niemiecką wytwórnię Deutsche Grammophon (nr kat. 0289 479 5534 4). Płyta uzyskała nominację do nagrody Fryderyk 2018 w kategorii Najlepszy Album Polski Za Granicą.

## Lista utworów

### Italian Concerto in F Major, BWV 971
- 1. (Allegro) [3:53]
- 2. Andante [4:56]
- 3. Presto [3:33]

### Partita No.1 In B-Flat Major, BWV 825
- 4. Prelude [1:48]
- 5. Allemande [2:20]
- 6. Courante [2:21]
- 7. Sarabande [4:43]
- 8. Menuet I & II [2:39]
- 9. Gigue [1:57]

### 4 Duettos
- 10. 1. Duetto In E Minor, BWV 802 [2:44]
- 11. 2. Duetto In F Major, BWV 803 [2:42]
- 12. 3. Duetto In G Major, BWV 804 [2:22]
- 13. 4. Duetto In A Minor, BWV 805 [2:08]

### Fantasia & Fugue In A Minor, BWV 944
- 14. Fantasia [0:44]
- 15. Fugue [4:26]

### Partita No.3 In A Minor, BWV 827
- 16. Fantasia [2:11]
- 17. Allemande [3:44]
- 18. Corrente [2:58]
- 19. Sarabande [3:23]
- 20. Burlesca [2:06]
- 21. Scherzo [1:11]
- 22. Gigue [3:01]

### Herz und Mund und Tat und Leben, Cantata BWV 147
- 23. Jesu, Joy Of Man’s Desiring (zaaranżowane na fortepian przez Dame Myra Hess) [4:03]